# Antigo Palácio de Verão

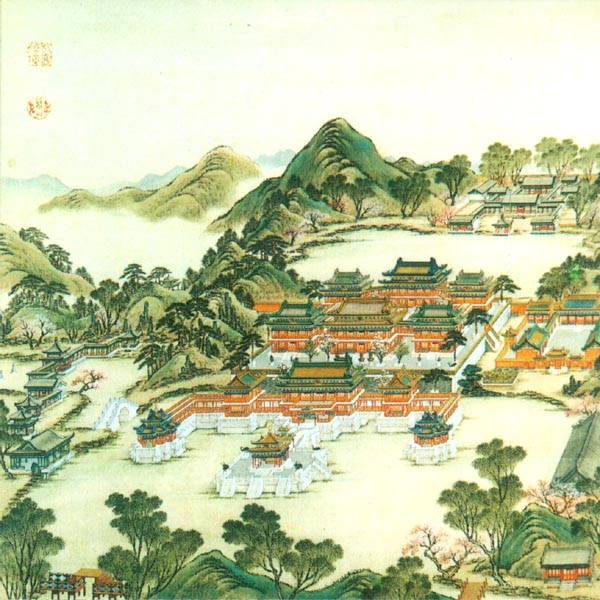
O Antigo Palácio de Verão representado na pintura tradicional chinesa.

O Antigo Palácio de Verão, conhecido na China como os "Jardins da Perfeita Claridade"  (em chinês tradicional: 圓明園; em chinês simplificado: 圆明园; em pinyin: Yuánmíng Yuán, referido em muitos livros como Yuan Ming Yuan), e originalmente chamado de "Jardins Imperiais" (em chinês tradicional: 御园; em chinês simplificado: 御園; em pinyin: Yù Yuán), foi um complexo de palácios e jardins situados 8 km (5 milhas) a noroeste das muralhas de Pequim, construído no século XVIII e início do século XIX, onde os imperadores da Dinastia Qing residiam e tratavam de assuntos governamentais(a Cidade Proibida, dentro de Pequim, era usada apenas para cerimónias formais). 
Conhecidos pela sua extensa colecção de jardins, pela arquitectura dos seus edifícios e por outras obras de arte (um nome popular na China era "Jardim dos Jardins", em chinês tradicional: 萬園之園; em chinês simplificado: 万园之园; em pinyin: wàn yuán zhī yuán), os Jardins Imperiais foram inteiramente destruídos pelas tropas britânicas e francesas em 1860. Actualmente, a destruição dos Jardins do Perfeito Brilho ainda é vista, na China, como uma agressão estrangeira e uma humilhação.
O Antigo Palácio de Verão fica localizado logo à saída do portão da Universidade de Tsinghua, a norte da Universidade de Pequim e a este do Palácio de Verão. O endereço postal é: 28 Estrada Qinghua Oeste, Pequim, 100084.

## História

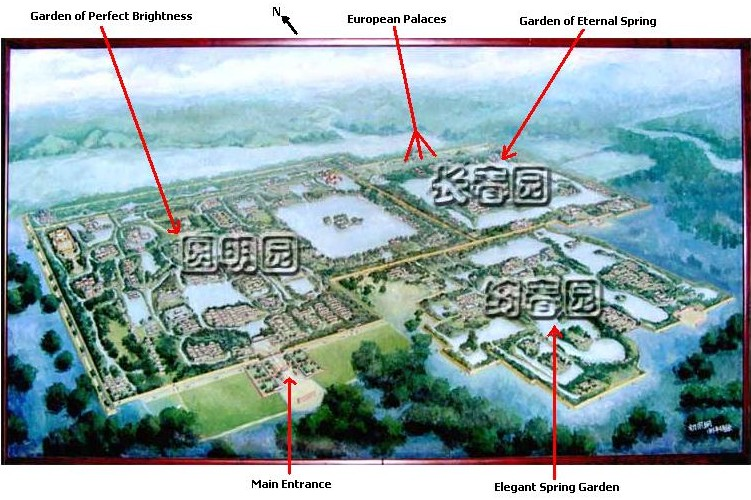
Aspecto do Antigo Palácio de Verão como foi em tempos.

A construção inicial teve início em 1707, durante o reinado do Imperador Kangxi, e tinha uma escala muito menor. Foi pensado como um presente para o seu quarto filho, mais tarde Imperador Yongzheng. Em 1725, já durante o reinado do Imperador Yongzheng, os Jardins Imperiais foram fortemente expandidos. Yongzheng introduziu os trabalhos de água dos jardins, os quais criaram alguns dos lagos, riachos e tanques que complementaram, em grande medida, as colinas ondulantes e os campos. Yongzheng também deu nome a 28 lugares cénicos dentro do jardim.
Na época do reinado do Imperador Qianlong, a segunda expansão foi bem encaminhada. Qianlong, pessoalmente, teve interesse e dirigiu os trabalhos de ampliação. Este imperador também fez aumentar, para 40, o número de lugares cenográficos nos jardins.
Em meados do século XIX, os Jardins Imperiais tinham sofrido expansões, de uma forma ou de outra, por mais de 150 anos.

### Galeria de imagens tradicionais chinesas e desenhos históricos

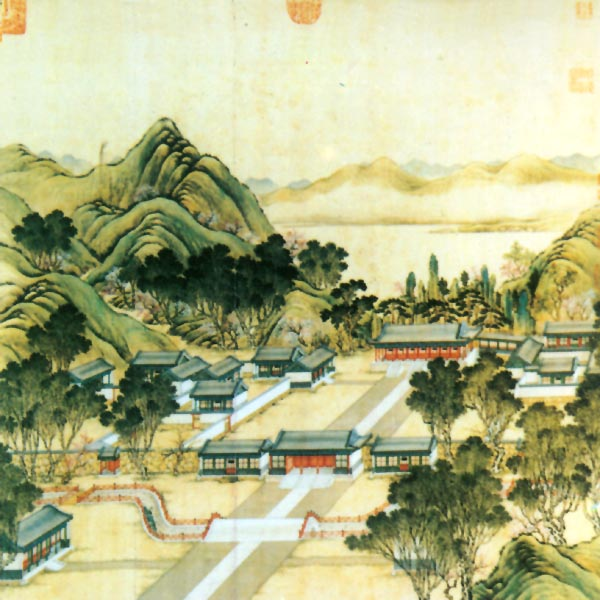
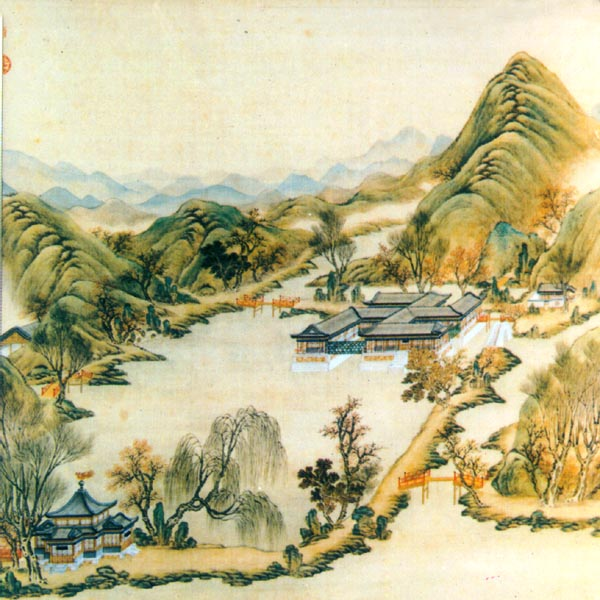
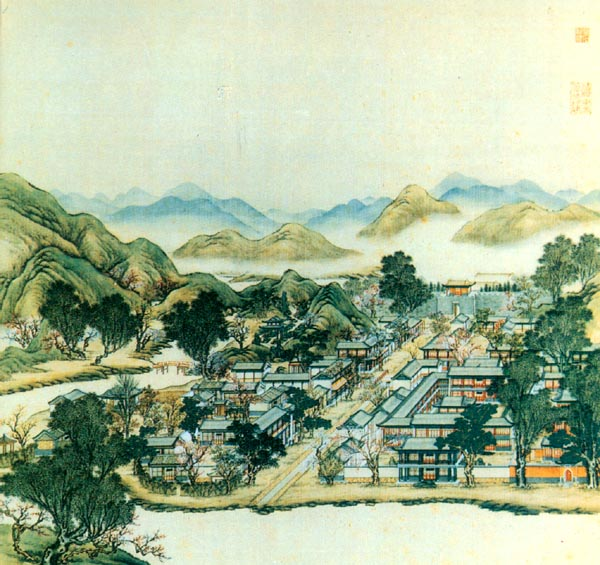
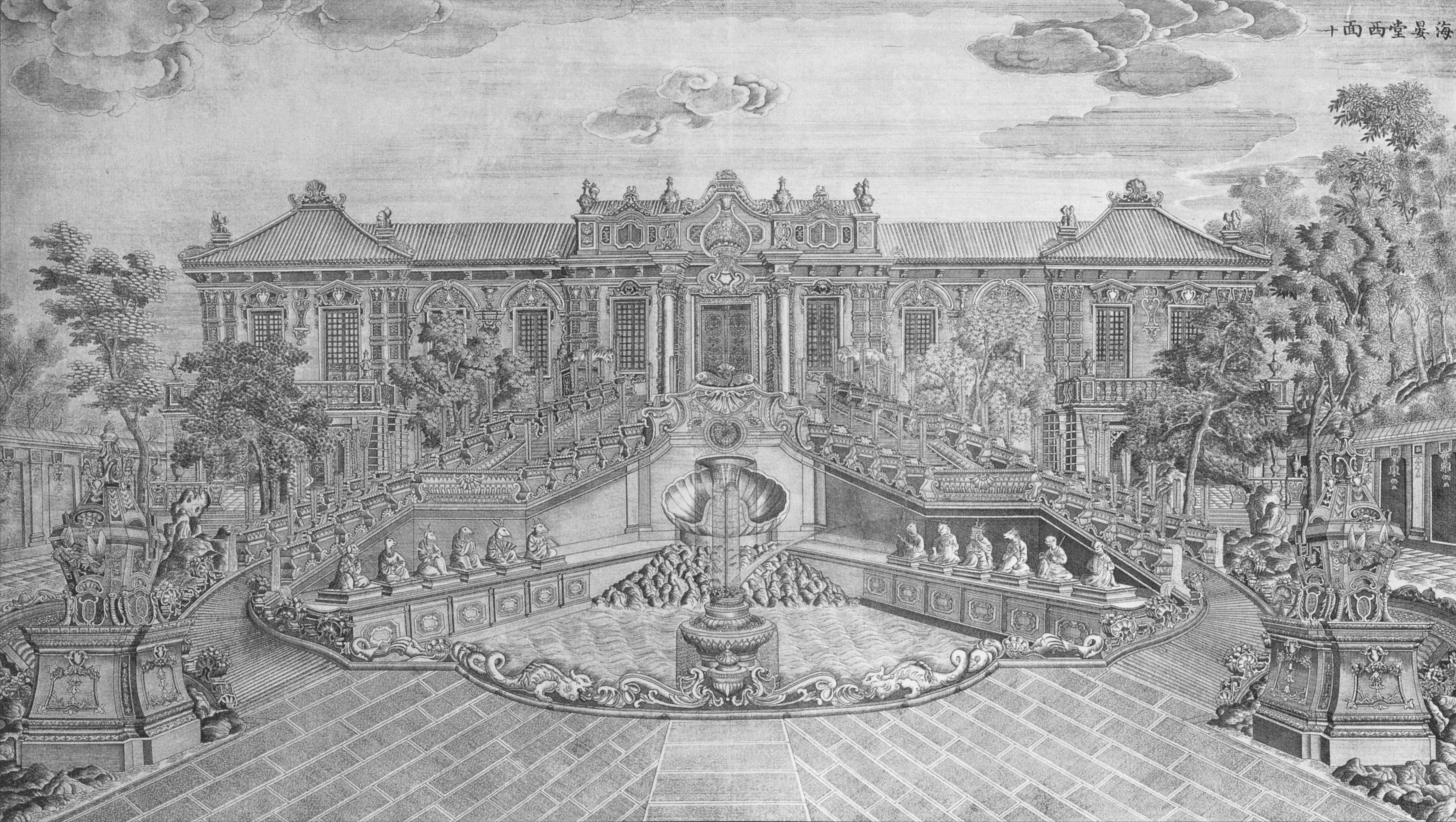
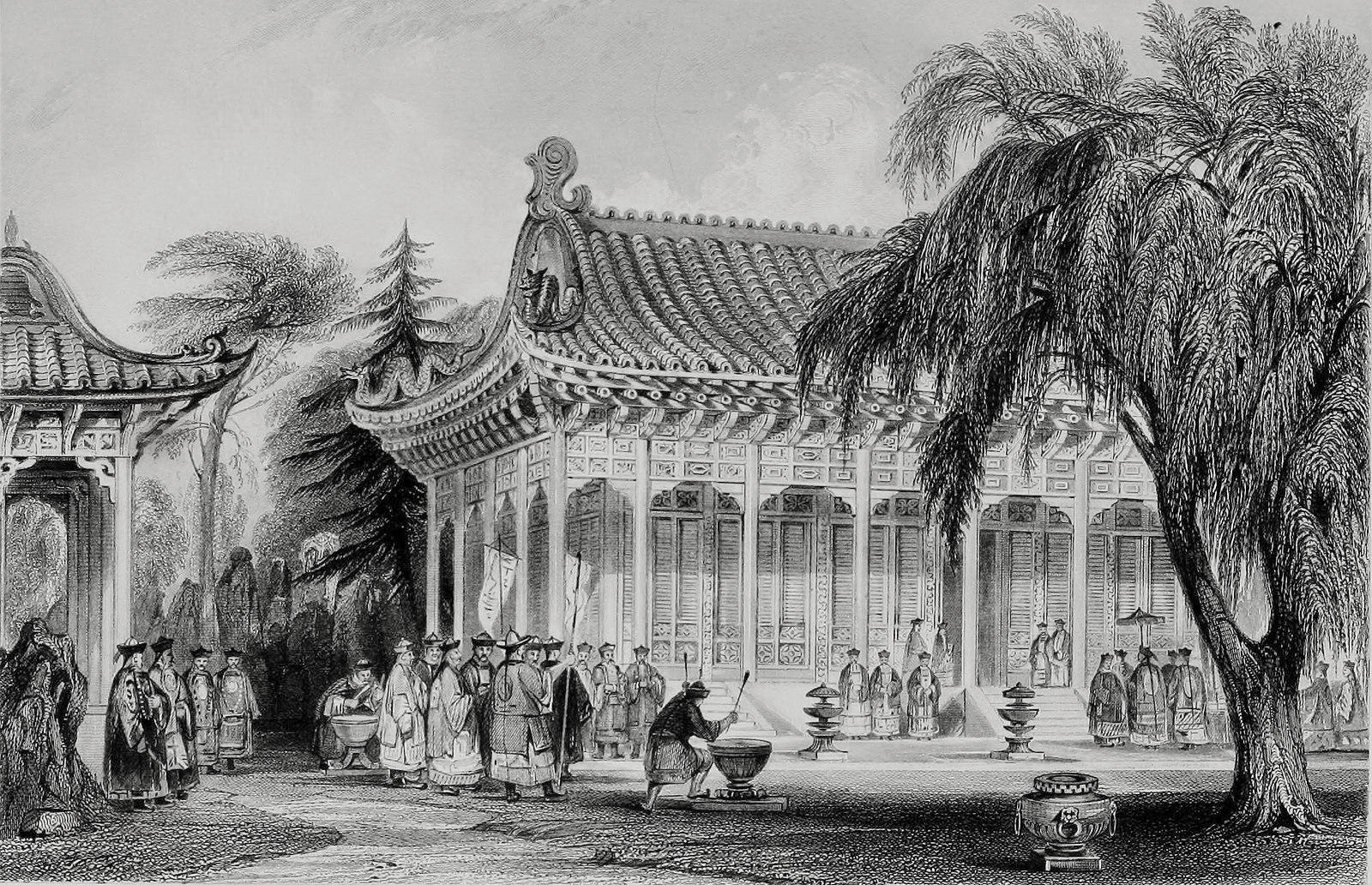

## Vista geral do lugar

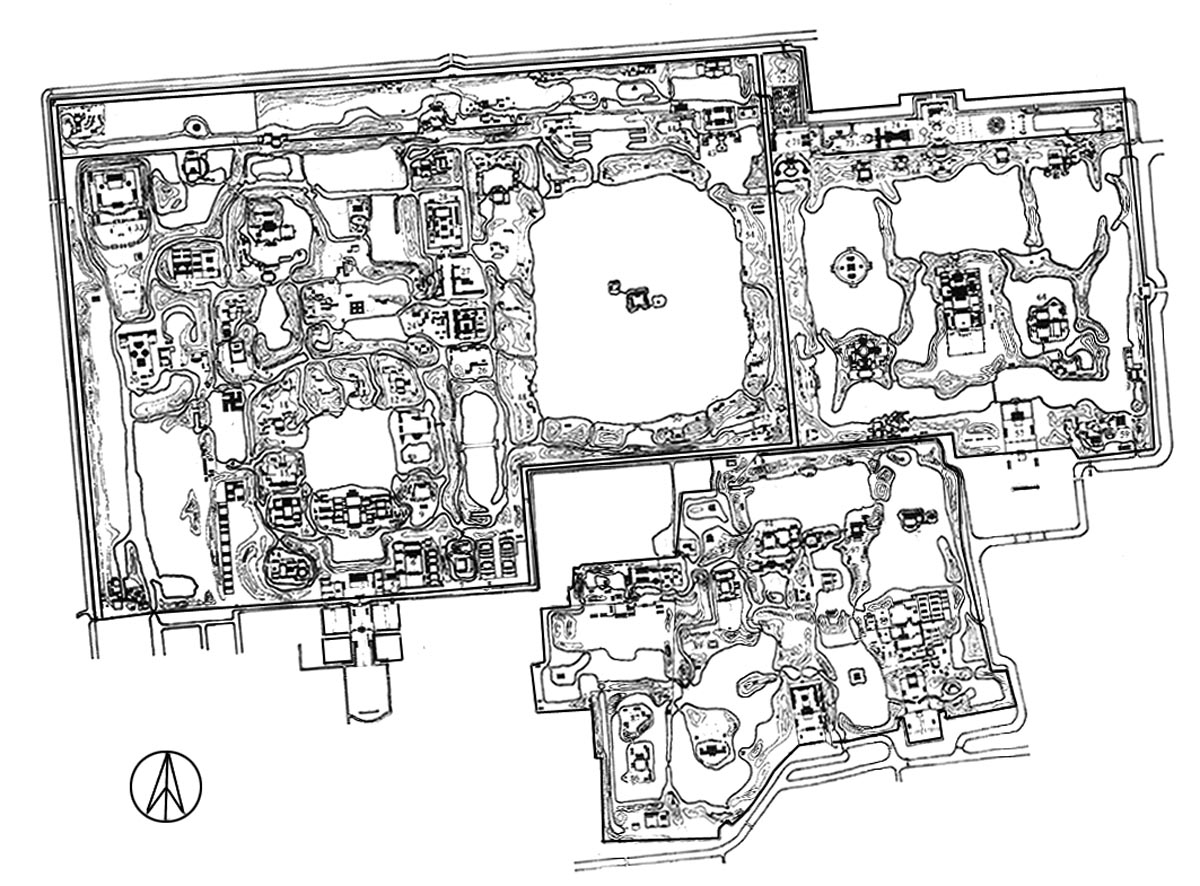
Planta do Antigo Palácio de Verão.

Os Jardins Imperiais eram constituídos por três jardins: o próprio Jardim do perfeito Brilho, o Jardim da Primavera Eterna (em chinês tradicional: 綺春園; em chinês simplificado: 长春园; em pinyin: Chángchūn Yuán) e o Elegante Jardim de Primavera (em chinês tradicional: 長春園; em chinês simplificado: 绮春园; em pinyin: Qǐchūn Yuán); juntos, cobriam uma área de 3,5 km² (865 acres). Tinham quase cinco vezes o tamanho da Cidade Proibida e oito vezes o da Cidade do Vaticano. Possuíam centenas de vestíbulos, pavilhões, templos, galerias, jardins e lagos. Várias paisagens famosas do sul da China foram reproduzidas nos Jardins Imperiais, centenas de valiosas antiguidades e obras primas da arte chinesa foram guardadas nas suas salas, fazendo dos Jardins Imperiais um dos maiores museus do mundo. Algumas cópias únicas de obras literárias e compilações foram, igualmente, conservadas dentro dos Jardins Imperiais.
O Antigo Palácio de Verão é frequentemente associado com os Xiyang Lou (palácios de estilo europeu) construídos em pedra. Os desenhadores destas estruturas, os jesuítas Giuseppe Castiglione e Michel Benoist, foram contratados pelo Imperador Qianlong para satisfazer o seu gosto por edifícios e objectos exóticos. Por vezes, os visitantes pouco familiarizados com o antigo esquema do Antigo Palácio de Verão são levados a acreditar que este consiste principalmente em palácios de estilo europeu. De facto, a área dos Jardins Imperiais nas traseiras do Jardim da Eterna Primavera, onde se localizavam os edifício em estilo europeu, era pequeno quando comparado com toda a área do complexo. Mais de 95% dos Jardins Imperiais eram constituídos essencialmente por edifícios de estilo chinês. Também possuía alguns edifícios de estilos tibetano e mongol, reflectindo a diversidade do Império Qing.

## Destruição do Palácio de Verão

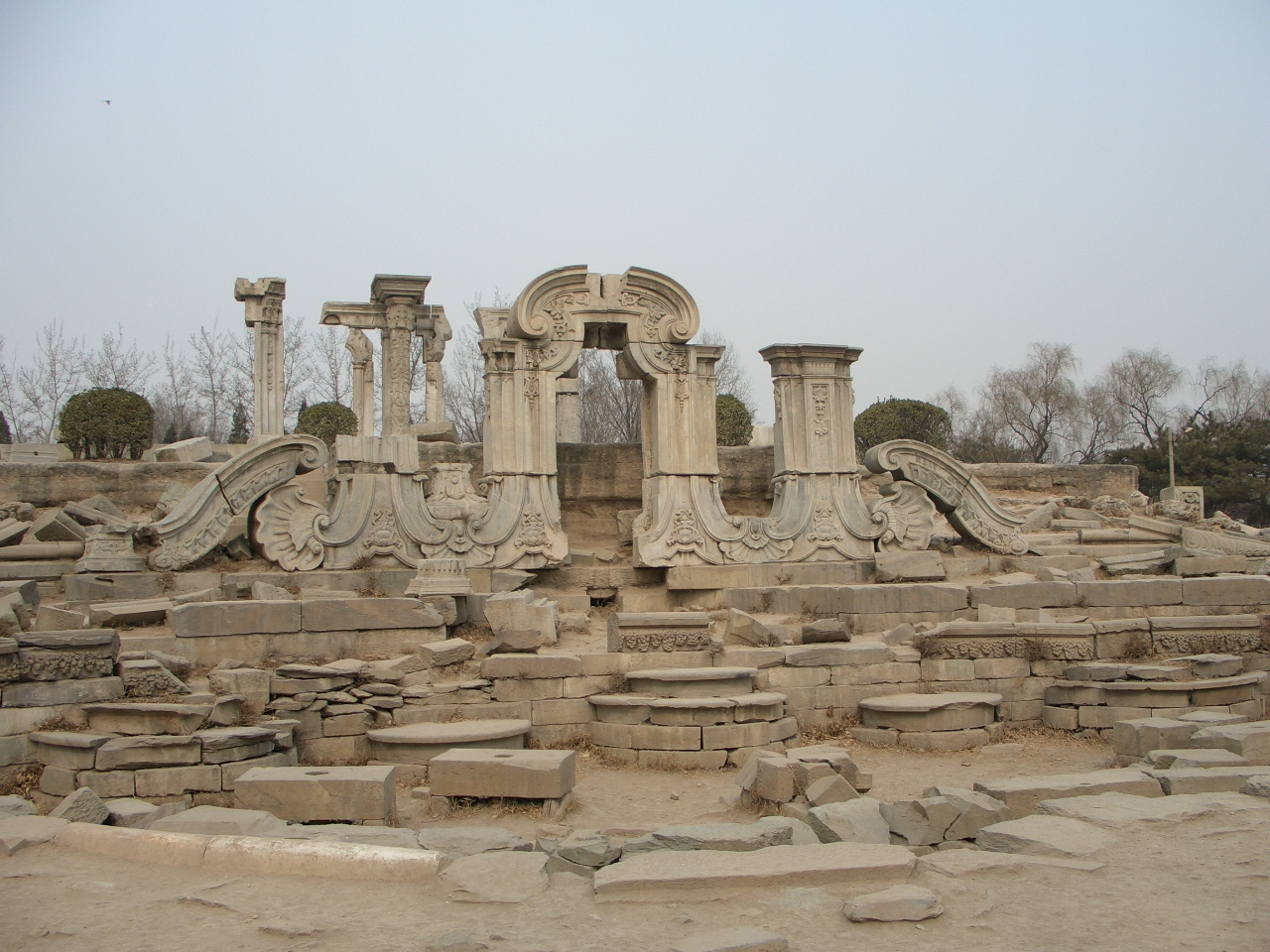
Ruínas dos palácios em estilo europeu.

Em 1860, durante a Segunda Guerra do Ópio, forças expedicionárias britânicas e francesas, tendo marchado para o interior a partir da costa, atingiram Pequim. Na noite de 6 para 7 de Outubro as forças francesas desviaram-se da força de ataque principal em direcção ao Antigo Palácio de Verão. Apesar do comandante francês, Montauban, ter assegurado ao comandante inglês, Grant, que "nada havia sido tocado", tiveram lugar extensas pilhagens, também empreendidas por britânicos e chineses. O Antigo Palácio de Verão estava ocupado, apenas, por alguns eunucos, uma vez que o Imperador Xianfeng havia fugido. Não houve uma resistência significativa por parte dos chineses, apesar de muitos dos soldados imperiais chineses estarem nas redondezas.
No dia 18 de Outubro de 1860, o Alto Comissário Britânico para a China, Lord Elgin, decidiu destruir o Antigo Palácio de Verão como uma forma de punir o Imperador Xianfeng sem prejudicar a população geral, ou destruir a própria Pequim, pela autorização de tortura  
e execução de quase vinte prisioneiros ocidentais, incluindo dois enviados britânicos e um jornalista pelo The Times.

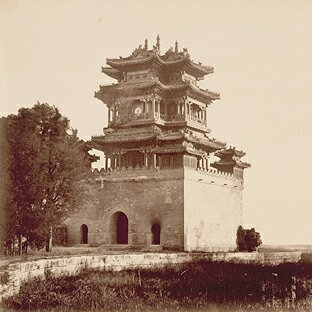
O Belvedere do Deus da Literatura, uma foto tirada por Felice Beato entre 6 e 18 de Outubro de 1860, pouco antes do edifício ser totalmente queimado. Foi reconstruído mais tarde pela Imperatriz Tseu-Hi, embora a sua reconstituição tivesse três andares em vez dos quatro da torre original que se podem ver aqui.

Mais tarde, a destruição da Cidade Proibida também foi discutida, como um outro meio possível para desencorajar os chineses de usar o sequestro como um instrumento de negócio e como uma vingança exacta pelos maus tratos infligidos aos prisioneiros.
Foram necessários 3.500 soldados britânicos para incendiar todo o local, tendo demorado três dias a arder.
Charles George Gordon, um capitão, de 27 anos de idade, nos Royal Engineers, escreveu:-

Nós saímos, e, depois de o pilharem, queimaram todo o lugar, destruindo à maneira dos vândalos a maior parte da valiosa propriedade a qual não pode ser substituída por quatro milhões. Recebemos um prémio monetário de mais de £48 … Eu tenho feito bem. A população [local] tem muitos civis, mas eu penso que os grandes nos odeiam, como devem depois do que fizemos ao palácio. Vocês dificilmente podem imaginar a beleza e magnificência dos locais que queimámos. Fez uma ferida no coração queimá-los; de facto, esses lugares eram tão largos, e nós estávamos tão pressionados pelo tempo, que não foi possível pilhá-los cuidadosamente. Quantidades de ornamentos em ouro foram queimadas, considerados como latão. Foi miseravelmente desmoralizador trabalhar para um exército. 

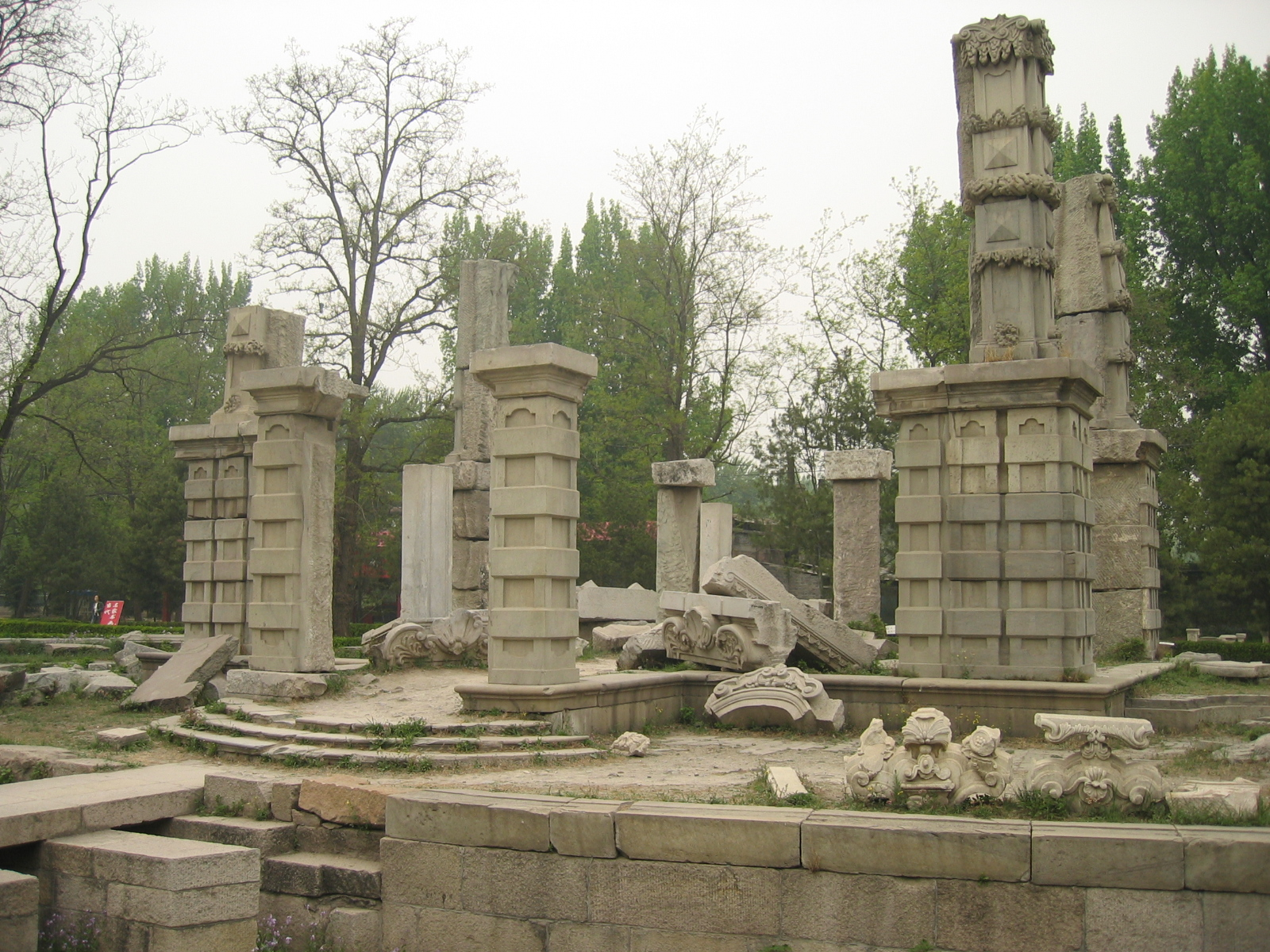
Ruínas do Fang Wai Guan.

Uma consolação para os chineses foi o facto dos saqueadores britânicos e franceses preferirem porcelana, em grande parte graças, ainda, aos palácios rurais dos respectivos países, negligenciando os vasos de bronze localmente apreciados para cozinhar e enterrar nos túmulos.  Muitos desses tesouros remontavam às dinastias Shang, Zhou e Han, tendo mais de 3.600 anos de idade.
Depois do Antigo Palácio de Verão ser reduzido a um deserto carbonizado, foi erguida uma placa com uma inscrição em chinês, na qual se podia ler "isto foi a recompensa pela perfídia e crueldade". A queima deste palácio foi o último acto na Segunda Guerra do Ópio, ou Guerra do Arrow.
Tal como acontecia com a Cidade Proibida, nenhum vulgar cidadão chinês tinha permissão para entrar no Antigo Palácio de Verão, sendo este usado exclusivamente pela Família Imperial. A queima dos Jardins do Perfeito Brilho ainda são, actualmente, um assunto muito sensível na China.
De acordo com o Prof. Wang DouCheng da Universidade do Povo em Pequim, citando registos históricos, nem todo o palácio pereceu no incêndio original. Com o passar do tempo, no entanto, o Antigo Palácio de Verão também foi deixado à ruína por saqueadores, senhores da guerra e bandidos chineses, inclusive durante a Revolução Cultural.
Mauricio Percara, jornalista e escritor argentino que trabalha na China Radio International, fala sobre o pedido de desculpas através da literatura por Victor Hugo e mencionado na história dele intitulado o busto do escritor francês localizado no antigo palácio de Verão de redenção: "no local onde seus colegas franceses já posaram seus pés destrutivos hoje nasce um busto radiante do grande Victor Hugo. Desde o velho Palácio de verão, os jardins de brilho perfeito, um francês justos coloca seu olhar de pedra na neve caindo obedientemente no chão desgastado da capital do Norte."

### Críticas

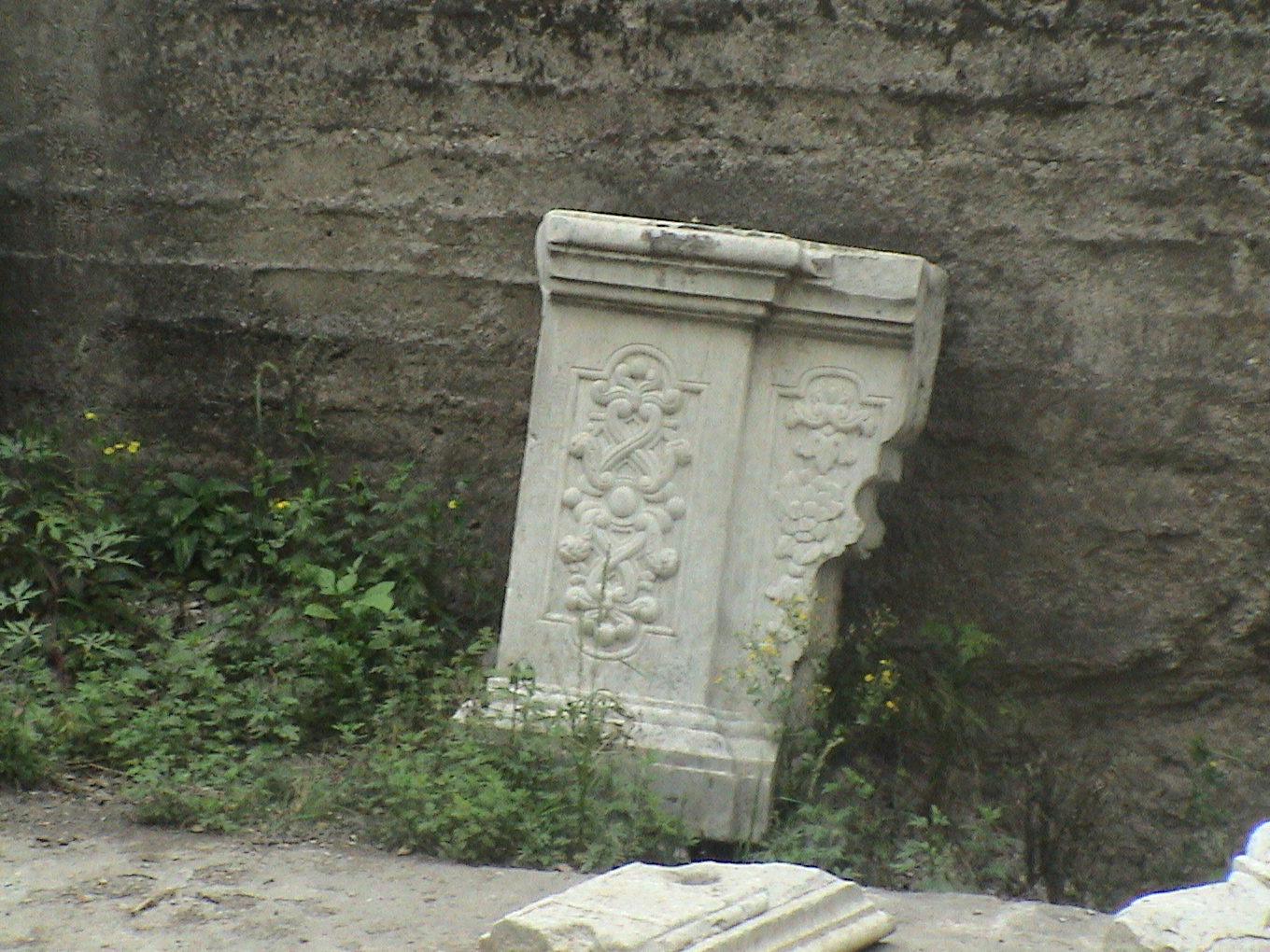
Um detalhe das ruínas.

Para a maioria dos chineses, o acto de queimar o palácio é percepcionado como bárbaro e impiedoso. Franceses contemporâneos, como Victor Hugo, desaprovaram as acções dos britânicos e franceses. na sua "Expédition de Chine", ele descreveu o saque como, "Dois ladrões entraram neste museu, devastando, saqueando e queimando, e partiram rindo e de mãos dadas com os seus sacos cheios de tesouros; um dos ladrões é chamado França e o outro Britânia". Na sua carta, Hugo esperava que a França um dia pudesse sentir culpa e devolvesse o que havia pilhado à China.

### Consequências

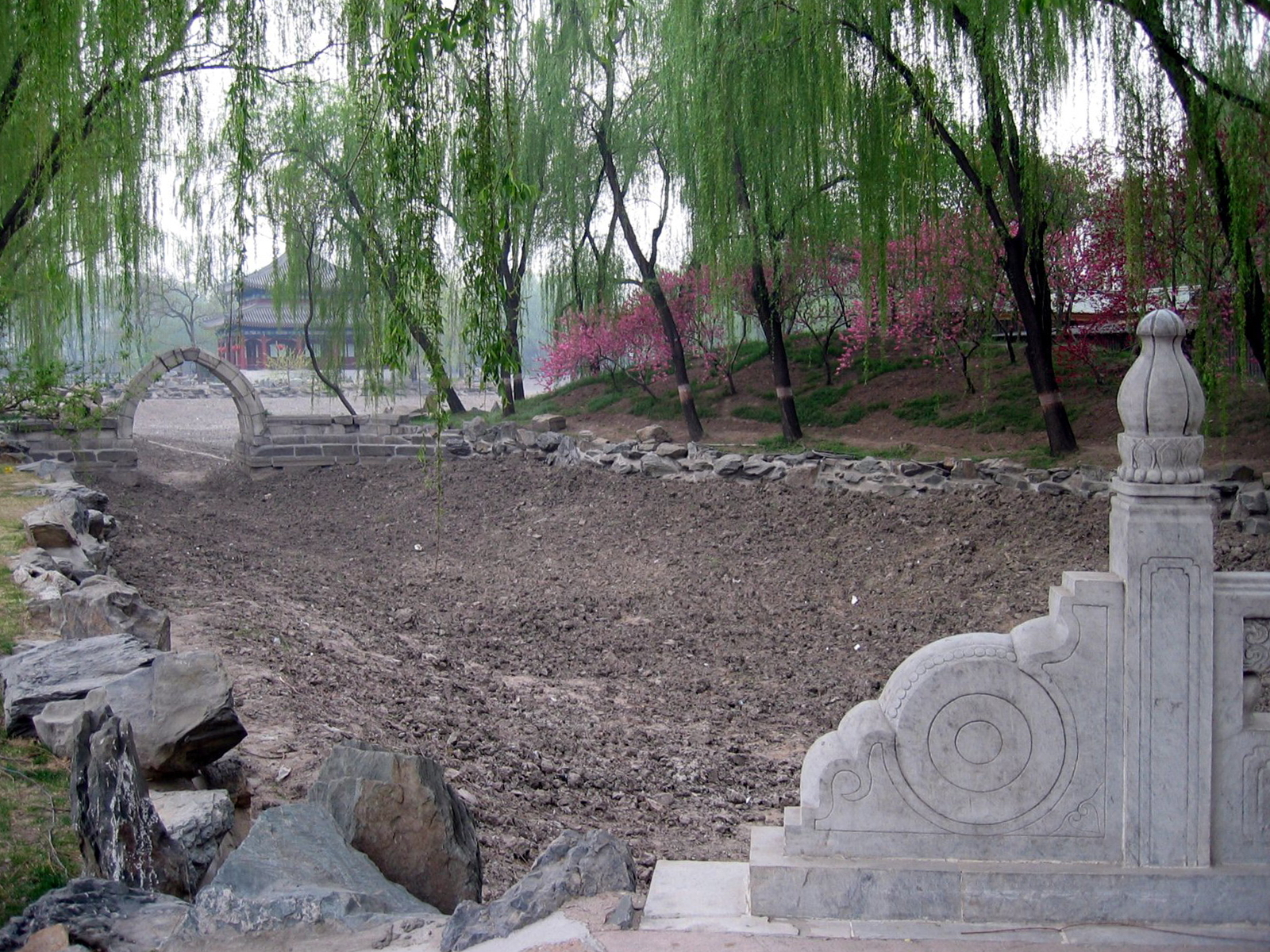
Lago sem água no Antigo Palácio de Verão.

Depois desta catástrofe cultural, a corte imperial foi forçada a deslocar-se para a velha e austera Cidade Proibida, onde permaneceria até 1924, quando o Último Imperador foi expulso por um exército republicano. A venerável imperatriz Cixi construiu o Yiheyuan (em chinês tradicional: 頤和園; em chinês simplificado: 颐和园; em Pinyin:Yíhé Yuán - o "Jardim da Harmonia Cultivada") próximo do Antigo Palácio de Verão, mas numa escala muito menor que a deste.
Apenas os palácios de estilo europeu sobreviveram ao incêndio - ao contrário das estruturas em estilo chinês - uma vez que eram feitos de pedra. Algumas pedras das ruínas destes edifícios europeus ainda se erguem no local actualmente. Talvez seja por este facto que, por vezes, os visitantes assumem erradamente que o Antigo Palácio de Verão era constituído apenas por edifícios em estilo europeu.

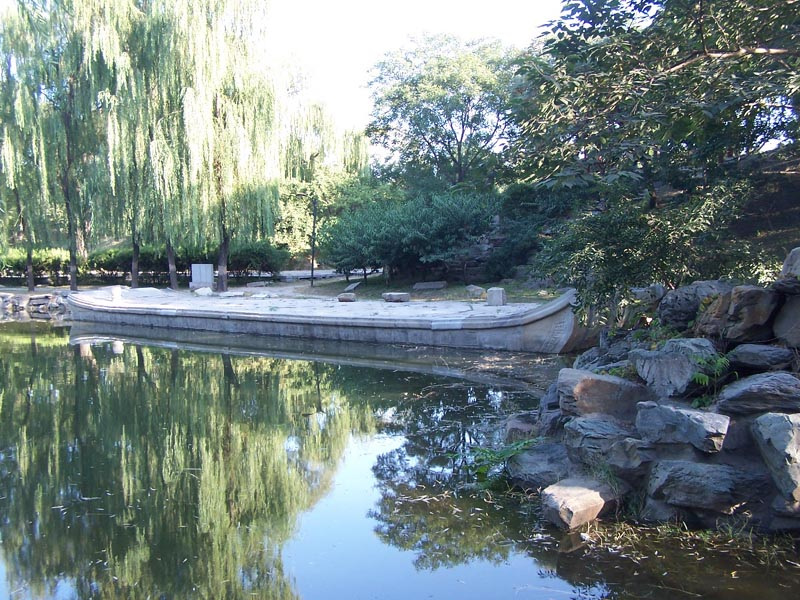
Um barco de pedra.

Alguns edifícios em estilo chinês no afastado Elegante Jardim de Primavera também sobreviveram ao fogo. A corte imperial chinesa restaurou estes edifícios e tentou reconstruir todo o complexo dos Jardins Imperiais, mas não foi possível reunir dinheiro e recursos para tão imensa tarefa devido à difícil situação que a China atravessava na época. Em 1900, tanto os edifícios que haviam sobrevivido como aqueles que haviam sido restaurados foram queimados de vez pelas forças expedicionárias ocidentais enviadas para esmagar a Rebelião dos Boxers.
A maior parte do lugar foi deixada ao abandono e usada pelos lavradores locais como terras agrícolas. Apenas na década de 1980 é que o lugar foi reclamado pelo governo chinês e transformado num sítio histórico.

## Futuro

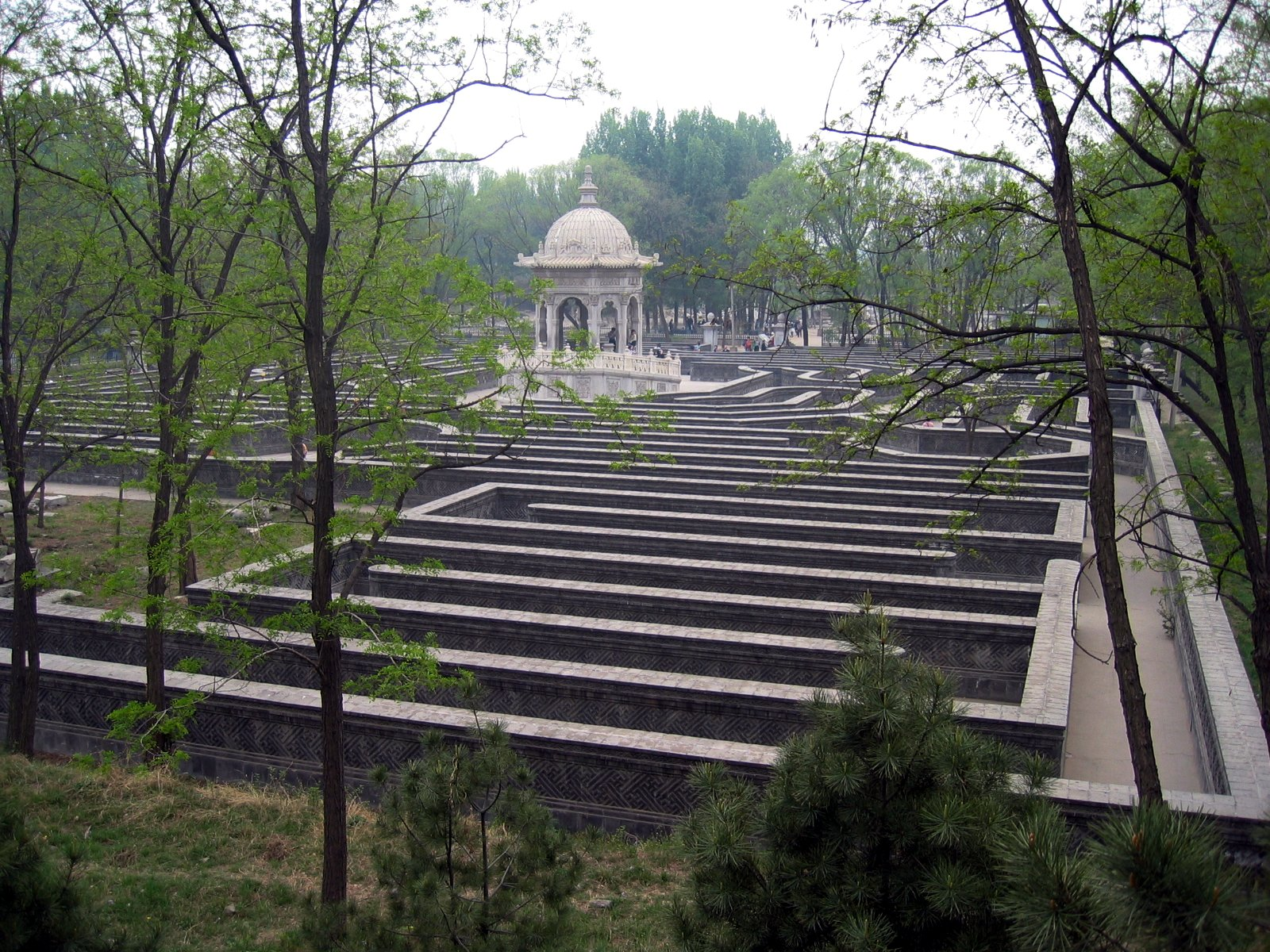
Huang Hua Zhen na área das Mansões Ocidentais.

Existem actualmente alguns projectos na China para reconstruir os Jardins Imperiais, mas alguns movimentos opuseram-se no terreno alegando que isso destruiria uma importante relíquia da história chinesa moderna. O governo chinês decidiu manter o sítio arruinado para testemunhar junto das futuras gerações chinesas o preço de ser dominado e humilhado pelos poderes estrangeiros da Europa. Além disso, qualquer reconstrução seria um empreendimento colossal, não tendo sido aprovada a reconstrução de qualquer estrutura acima do solo. No entanto, os lagos e vias aquáticas da metade oriental dos jardins têm sido, novamente, escavados e enchidos com água, enquanto as colinas à volta dos lagos têm sido limpas dos matagais, recriando vistas há muito esquecidas.
Em Fevereiro de 2005, foram empreendidos trabalhos para reduzir a perda de água dos lagos e canais no Antigo Palácio de Verão, através da cobertura duma área total de 1,33 quilómetros quadrados dos seus leitos com uma membrana para reduzir a ruptura. A administração do parque alegou que a prevenção da perda de água salvaria o dinheiro do parque, uma vez que a água teria que ser acrescentada aos lagos apenas uma vez por ano em vez de três vezes. No entanto, oponentes ao projecto, como o Professor Zhengchun Zhang da Universidade de Lanzhou, temeram que a medida destruiria a ecologia do parque, a qual depende da perda de água dos lagos, das ligações entre eles e dos sistemas de água subterrâneos. Também se temeu que ao reduzir essas rupturas, os lagos iriam perturbar o sistema de água subterrâneo de Pequim, o qual ainda sofre de esgotamento. 

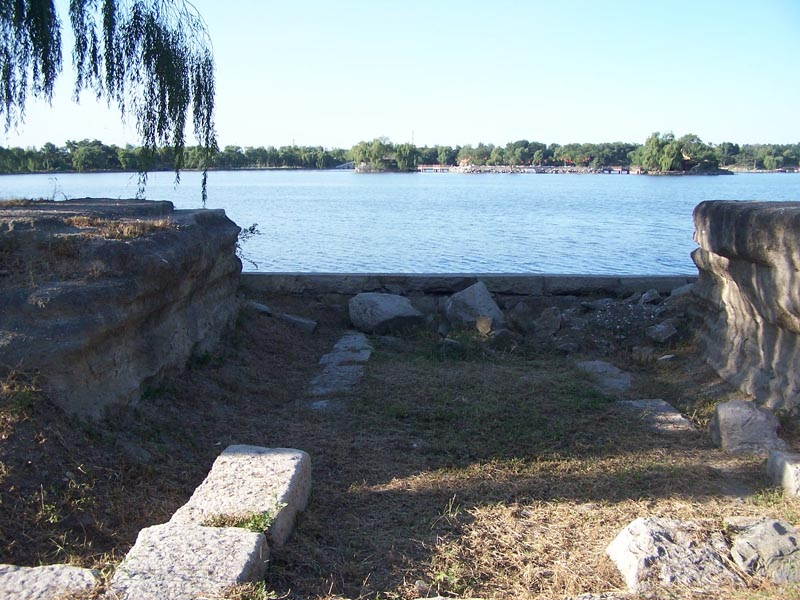
Lago Fuhai.

Também existem preocupações sobre os jardins, os quais estão designados como sítio património da cidade de Pequim, pela mudança do seu aspecto natural. Este assunto, quando chegou ao conhecimento do público em geral, várias semanas depois, causou imediatamente um tumulto na imprensa e tornou-se num dos mais quentes debates na internet chinesa devido à memória ainda dolorosa das humilhações estrangeiras epitomizadas na destruição deste, antigo, "Jardim dos Jardins" (萬園之園)". O Gabinete de Protecção Ambiental de Pequim (BEPB) conduzia, ainda, em Abril de 2005 uam avaliação do impacto ambiental dessa medida.
Uma cópia parcial do palácio foi construída recentemente na cidade de Zhuhai, na província de Guangdong, como um parque de diversões.
Até ao presente, muitas das relíquias roubadas do Antigo Palácio de verão ainda permanecem em museus estrangeiros, apesar do governo chinês ter tentado recuperá-las. Apenas algumas estátuas retiradas do Jardim da Primavera Eterna foram recuperadas, através dum processo muito difícil, encontrando-se agora expostas no Museu Nacional de Pequim.